# Thời đại Tiền Tam Quốc
Nguyên Tam Quốc Triều Tiên đề cập tới thời kỳ sau khi Cổ Triều Tiên sụp đổ đến trước khi Cao Câu Ly, Bách Tế, và Tân La phát triển thành các vương quốc đủ bản lĩnh. Giai đoạn này cũng được coi là một phân nhánh của thời Tam Quốc.
Giai đoạn này nói chung được coi gồm ba thế kỷ cuối cùng trước Công nguyên, là giai đoạn sau của thời kỳ đồ sắt tại Triều Tiên, và thỉnh thoàng cũng được gọi là thời kỳ Tam Hàn để đề cập đến ba liên minh bộ lạc ở miền trung và nam bán đảo. Trong thời kỳ này, Bách Tế và Tân La nổi lên từ Tam Hàn, và Cao Câu Ly mở rộng ở phía bắc, tiêu diệt quận cuối cùng của người Hán là Lạc Lãng.

## Lịch sử

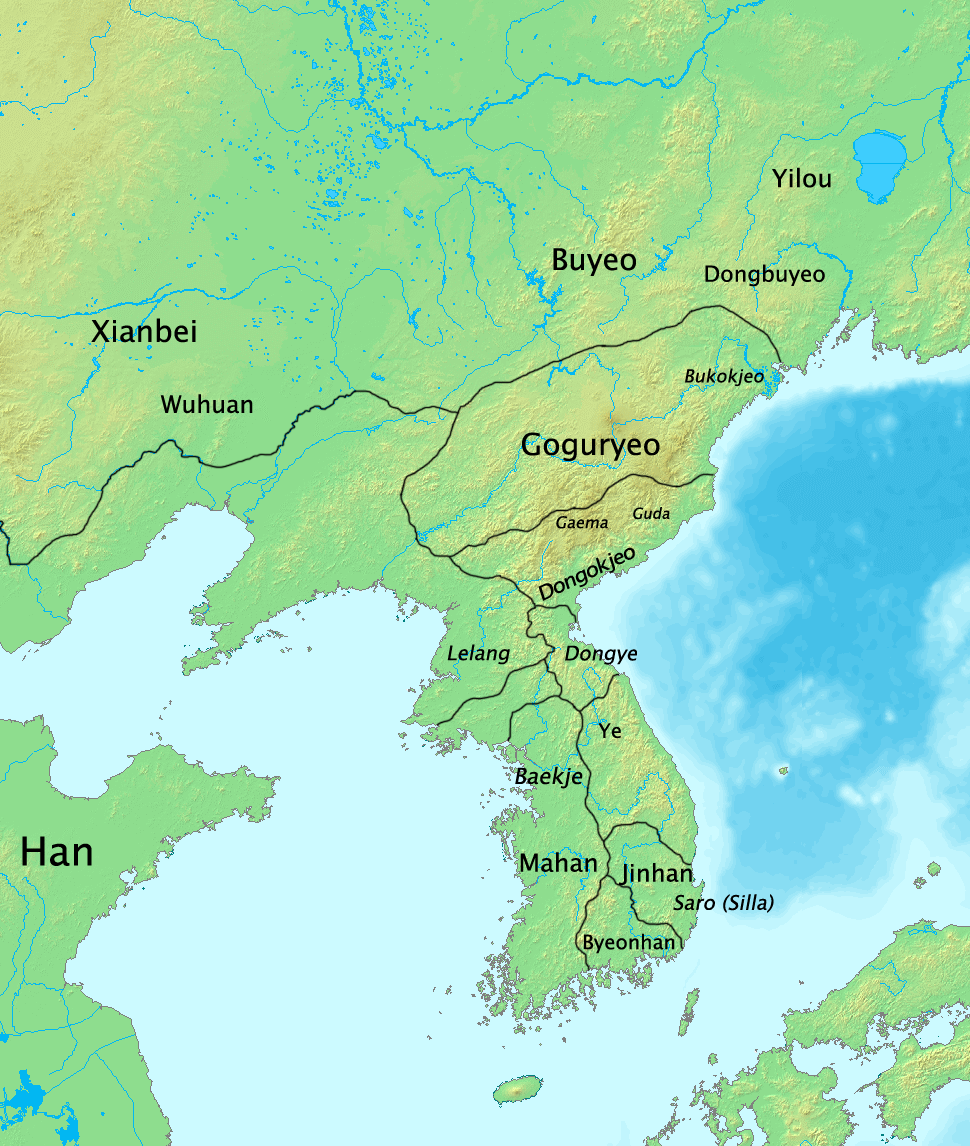
Bản đồ khu vực bán đảo Triều Tiên vào khoảng năm 1 SCN

Khi Cổ Triều Tiên bị nhà Hán tiêu diệt vào năm 108 TCN, phần phía bắc của bán đảo và Mãn Châu được phân chia giữa các quốc gia như Phù Dư Quốc, Cao Câu Ly, Ốc Trở, Đông Uế, và các thành bang nhỏ khác. Năm thành lập theo truyền thống của Cao Câu Ly là 37 TCN, song quốc gia này đã được đề cập đến trong sử sách Trung Hoa sớm hơn, từ năm 75 TCN, hoặc có thể là từ thế kỷ thứ 2 TCN. Trung Quốc đã lập nên bốn quận trên lãnh thổ Cổ Triều Tiên trước đây, nhưng ba trong số đó đã nhanh chóng gặp phải sự kháng cự của người dân bản địa. Cao Câu Ly dần dần chính phục và sáp nhập các quốc gia láng giềng, và tiêu diệt quận cuối cùng của Trung Quốc vào năm 313.
Ở phía nam, một quốc gia ít được biết đến là Thìn Quốc đã phát triển thành ba liên minh lỏng lẻo là Thìn Hàn, Biện Hàn và Mã Hàn, hay gộp lại là Tam Hàn. Bách Tế được thành lập vào năm 18 TCN trên lãnh thổ Mã Hàn và bắt đầu dần vượt qua nó. Tân La được thành lập từ 6 bộ lạc bên trong Thìn Hàn, theo truyền thống là vào năm 57 TCN, mặc dù nó có thể được hình thành sau đó. Biện Hàn phát triển thành liên minh Già Da (Gaya) sau đó, và cuối cùng bị Tân La thôn tính.
Bởi các điều này diễn ra liên tục, một số sử gia coi Tam Quốc bắt đầu từ khoảng thời gian sau khi Cổ Triều Tiên sụp đổ, song cả ba đã không thống trị bán đảo như những vương quốc cho tận đến khoảng năm 300.

## Văn hóa đồ sắt
Các nét đặc trưng quan trọng của thời kỳ này bao gồm việc sản xuất một cách rộng rãi các vật dụng bằng sắt để sử dụng trong cuộc sống hàng ngày và việc đưa vào gốm đất nung xám. Các hiện vật tìm thấy từ thời kỳ này chủ yếu là từ Lạc Lãng quận và Cao Câu Ly ở miền bắc và Tam Hàn ở miền nam.
Hiện vật tiêu biểu của văn hóa đồ đồng Triều Tiên, một số nét văn hóa Hán, và văn hoá thảo nguyên phương Bắc đã được tìm thấy tại các điểm khảo cổ trong khu vực, biểu thị sự ảnh hưởng độc lập với nhà Hán và các khu vực khác. Việc đưa vào công nghệ đồ sắt đã cho phép chế tạo và sử dụng các vũ khí và nông cụ mạnh mẽ và sắc hơn, kết quả là làm nhanh thêm tích hợp chính trị, cũng như tập trung cao độ quyền lực và sự hưng thịnh.

## Giao thương
Thương mại được chép trong Tam quốc chí, trong đó nói rằng sắt từ bồn địa sông Nakdong được xuất sang Lạc Lãng quận và Nụy Quốc (Oa Quốc) tại Nhật Bản. Thương tác với các nền văn hóa ở hạ lưu sông Nakdong được chứng minh với các hiện vật khảo cổ có nguồn gốc từ Trung Hoa, Nụy Quốc và Mãn Châu. Ở phần phía nam bán đảo Triều Tiên, gương đồng Trung Hoa, bình thờ bằng đồng ba chân, khóa đồng, và tiền Trung Hoa được tìm thấy cả trong các lăng mộ.